# Kräuter Mix
Die Kräuter Mix GmbH ist ein deutscher Produzent und Verarbeiter pflanzlicher Produkte aus den Bereichen Trockengemüse, Kräuter, Gewürze und Tees sowie der Handel mit diesen Produkte mit Sitz in Abtswind. Das Unternehmen verfügt über ein breites Spektrum an Trockengemüse, Pilzen, Heilkräutern, Küchenkräutern sowie Früchte- und Kräutertees.

## Produkte
Folgende Produkte und Dienstleistungen bietet die Kräuter Mix GmbH an:
- Trockengemüse, Trockenpilze, Küchenkräuter, Gewürze
- Pflanzliche Rohstoffe, phytopharmazeutische Wirkstoffe, Arzneitees
- Kräuter- und Früchtetees
- Rohstoffveredelung: Vorratsschutz, Keimreduzierung, Schneiden, Reinigen, Mahlen, Mischen, Abpacken.[2]